# Augochlora sphaerites
Augochlora sphaerites är en biart som först beskrevs av Joseph Vachal 1911.  Augochlora sphaerites ingår i släktet Augochlora och familjen vägbin. Inga underarter finns listade.